# 石川健太郎 (格闘家)
石川 健太郎（いしかわ けんたろう、1978年5月24日 - ）は、日本の総合格闘家、空手家、キックボクサー。士道館士魂村上塾愛媛所属。別名、達磨石川。愛媛県四国中央市出身。

## 略歴
愛媛県川之江市（現・四国中央市）に生まれる。家族は父、母、姉の4人構成。幼少期から柔道を学び、高校からフルコンタクト空手を学ぶ。小学生のころから不良少年であり、中学2年生のころから車を無免許で乗り回していた。高校に入学すると、車、バイクの無免許運転で学校に通学。休みの日もほとんど車の無免許運転で移動していた。1993年にアメリカで開催されたアルテメット大会を雑誌で知り、総合格闘技を志す。 
2022年9月24日、地元の四国中央市で開催された「チャクリキ17四国中央格闘まつり」にて、プロレスラーの田馬場貴裕とMMA肘ありUFCルールで戦い、カウンターパンチからパウンドでTKO勝ち。田馬場の意識が飛ぶ程の壮絶な打撃KO勝利となった。 
2024年に主戦場を関西アウトロー界の代表的人物であるアンディ南野が主催する「MONEY FIGHT」に移し、6月30日に大阪の176BOXで開催された「MONEY FIGHT3」のメインイベントにて2R左フックKO勝利。

## 選手としての特徴
士道館空手3段、柔道3段。得意技は大外刈、大内刈、袖釣込腰。第22回・24回全日本格闘空手選手権大会優勝。キックボクサーとしては達磨石川のリングネームで出場している。入場曲は山本彩の「TRUEBLUE」。
空手家ながら、得意技は多様な投げ、打撃は左ミドルキック、ローキックに重いパンチ。相手を強引にテイクダウンし、サイドポジションから顔面への重いパウンド、または顔面踏みつけが最も得意な戦闘スタイル。ノーガード打ち合い、乱打戦に持ち込む特性がある。総合格闘技では柔道系ストライカーの部類に入り、打撃中心に組み立てて無理にテイクダウンを狙わない戦いを信条としている。
握力100キロ超、ベンチプレスで210キロ、フルスクワット300キロ以上を記録。短距離走が得意であり、100メートルを12秒フラットを記録。

## 人物
士魂村上塾塾長、村上竜司師範に風貌が達磨大師に似てることから、ダルマさんという愛称で呼ばれている。大食漢であり、大酒飲みの酒豪である。Twitterでは常時下ネタを連発。好きなタイプの女性は広瀬アリス。HEAT47のインタビューでは広瀬アリスのマニアだと公言している。